# Ségrégation religieuse
Une ségrégation religieuse est le fait de vouloir séparer un peuple au sein de la même nation ou d'un même pays sur des caractères racistes et religieux,,,.

## Sources
1. ↑  DENISE AMMOUN, « Ségrégation religieuse », sur lepoint.fr, 16 mai 2013 (consulté le 11 février 2018).
2. ↑  « Centrafrique: la ville de Bangui connaît une ségrégation religieuse », sur rts.ch, 13 février 2014 (consulté le 11 février 2018).
3. ↑  « Fin de la ségrégation religieuse en Afghanistan », sur La Libre Belgique, 30 novembre 2001 (consulté le 11 février 2018).
4. ↑  Jean Seguy (Docteur ès lettres (1970). - Directeur de recherche au CNRS (en 1990). - Spécialiste de sociologie de la religion), « Constitutions ecclésiastiques, rites liturgiques et attitudes collectives. A propos de la ségrégation religieuse des Noirs aux États-Unis », sur persee.fr (consulté le 11 février 2018).